# آوی (نویسنده)
ادوارد ایروینگ ورتیس (به انگلیسی: Edward Irving Wortis) (متولد ۲۳ دسامبر ۱۹۳۷) معروف به آوی نویسنده آمریکایی آثار کودکان و نوجوانان است. او بیش از ۷۰ کتاب نوشته و برنده مدال نیوبری شده‌است.

## آثار
- صلیب سربی